# 3.7厘米18/36/37/43年式高射炮
3.7厘米18/36/37/43年式高射炮是第二次世界大戰中德國製造的高射炮。此炮於戰場上非常普遍。此機炮對4,200米以下的飛機很有效。此機炮既有固定式 、配備車輪的拖曳式，亦有裝上載具當成主武器的自走式和空軍戰機用的機載式。德軍不但用其用於防空，亦有用作地面支援。德國戰敗後不再生產，3.7厘米高射炮亦逐漸不再使用。

## 發展
首支3.7厘米高射炮是由萊茵金屬於1935年設計的3.7厘米18年式高射炮(Flak 18)。其倍徑為57倍，對空射程達4800米。當使用其專用的PzGr. 18 鑄鐵高爆穿甲彈時，於100米距離可穿透36毫米的60度傾斜裝甲，800米則可擊破相同配置的24毫米裝甲。Flak 18使用了一個機械式槍栓以供自動射擊，並達至實戰中每分鐘80發的射速。裝嵌完成可用於戰鬥時重1,750公斤，運輸時運車輪重3,560公斤。
Flak 18生產數量較少，於1936年已停產，但有少量外銷給中華民國。
高射炮的發展繼續，主要是想把較沉重的雙軸支架換為較輕的單軸支架，亦即3.7厘米36年式高射炮，此舉將重量降至放列重量1,550公斤及弋引重量2,400公斤。此槍的彈道特性沒有改變，但實戰的射速增進至每分鐘120發（理論上每分鐘250發）。次年引進一個新觀察系統，更名為3.7厘米37年式高射炮，其餘部分沒有改變。此高射炮於芬蘭稱為37 ITK 37 高射炮。
36/37年式高射炮的產量為此系列高射炮中最高者。1939德國開戰時軍中配備了1,030挺Flak 18/36，以高射炮連的編裝配備至野戰部隊，每連理論編裝為9挺37高炮。

## 43年式高射炮

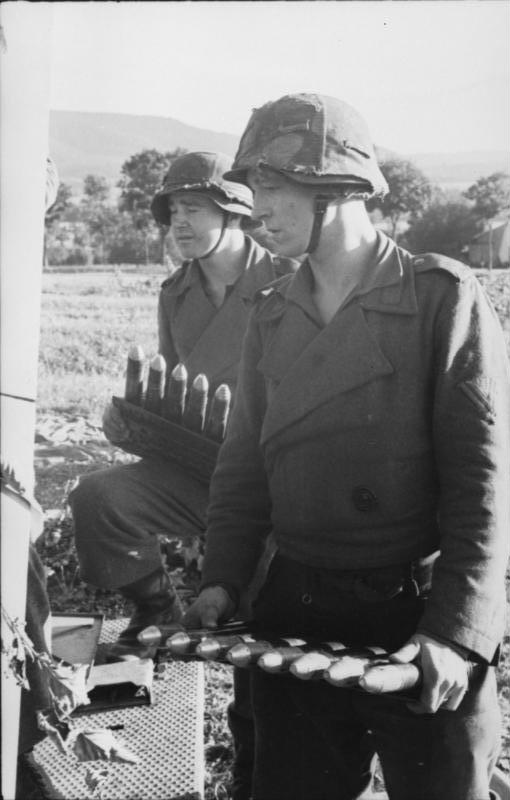
德國軍人為Flak 43 高射炮添加彈藥。

43年式高射炮相對以前版本有極大改進。新式後膛將實戰射速提升至每分鐘150發，而重量則同時戰鬥時重1,250公斤，運輸時重2,000公斤 。此高射炮有聯裝型，名為3.7 cm Flakzwilling 43，但此版本較為笨重且頭重腳輕。
43年式高射炮於1944年才開始大規模生產，至戰事完結為至生產了7,216支，其中聯裝型記作兩支。

### 3.7厘米 Flak 43 M43U
3.7厘米 Flak 43 M43U是Flak 43 高射炮的海軍版本，並用於納粹德國海軍U型潛艇Type VII及Type IX。

## 與其他同類火炮比較
| 國家     | 火炮型號                      | 每分鐘射速 | 炮彈重量     | 發射重量                  |
| -------- | ----------------------------- | ---------- | ------------ | ------------------------- |
| 英国     | QF 2磅速射艦炮                | 115        | .91（2.0磅） | 104.6（231磅）            |
| 法國     | 37公釐1925年型高射砲          | 15—21      | .72（1.6磅） | 10.8—15.12（23.8—33.3磅） |
| 義大利   | 布雷達37毫米54倍徑機炮        | 60—120     | .82（1.8磅） | 49.2—98.4（108—217磅）    |
| 瑞典     | 波佛斯40公釐高射砲            | 120        | .9（2.0磅）  | 108（238磅）              |
| 德意志國 | 3.7厘米SK C/30速射炮          | 30         | .74（1.6磅） | 22.2（49磅）              |
| 德意志國 | 3.7厘米Flak 18/36/37/43高射炮 | 150        | .64（1.4磅） | 96（212磅）               |
| 苏联     | 1939式61-K型37毫米高射炮      | 80         | .73（1.6磅） | 58.4（129磅）             |
| 美国     | M1 37毫米高射機炮             | 120        | .87（1.9磅） | 104.4（230磅）            |

## 使用國家
- 納粹德國(生產國)
- 保加利亚
- 中華民國
- 芬兰
- 羅馬尼亞